# تقی‌آباد (قوچان)
تقی آباد، روستایی است از توابع بخش مرکزی شهرستان قوچان در استان خراسان رضوی ایران.

## جمعیت
این روستا در دهستان قوچان عتیق قرار داشته و براساس سرشماری سال ۱۳۹۵جمعیت آن ۴۵۲ نفر (۱۵۱ خانوار) بوده است.